# ナジーの伸張定理
数学の関数解析学の分野におけるナジーの伸張定理（ナジーのしんちょうていり、英: Sz.-Nagy dilation theorem）とは、ベラ・ショーケファルヴィ＝ナジーによって証明された定理で、あるヒルベルト空間 H 上の全ての縮小写像 T には、H を含むあるヒルベルト空間 K へのユニタリ伸張が存在し、
{\displaystyle T^{n}=P_{H}U^{n}\vert _{H},\quad n\geq 0}
が成立する、ということが述べられている。さらに、そのような伸張は、K が極小であるとの仮定の下で（ユニタリ同値性を除いて）一意である。ここで K が極小であるとは、∪nUnK の線型包が K において稠密であることを意味する。この極小性の条件が成立するとき、U は T の極小ユニタリ伸張と呼ばれる。

## 証明
ある縮小写像 T（すなわち、{\displaystyle \|T\|\leq 1} が成立）に対し、その欠陥作用素（defect operator）DT は（唯一つの）正の平方根 DT = (I - T*T)½ で定義される。S が等長であるような特別な場合には、求められる多項式汎関数計算の性質を備える、次のような S のナジーユニタリ伸張が得られる。
{\displaystyle U={\begin{bmatrix}S&D_{S^{*}}\\0&-S^{*}\end{bmatrix}}.}
またヒルベルト空間 H 上の全ての縮小写像 T には等長伸張が存在し、それは求められる汎関数性質を備える
{\displaystyle \oplus _{n\geq 0}H}
上のナジーユニタリ伸張
{\displaystyle V={\begin{bmatrix}T&0&&\\D_{T}&0&\ddots &\\0&I&0&\\&\ddots &\ddots &\end{bmatrix}}}
である。これら二通りの構成法を繰り返し行うことで、ある縮小写像 T に対するユニタリ伸張は次のように与えられる。
{\displaystyle T^{n}=P_{H}S^{n}\vert _{H}=P_{H}(Q_{H'}U\vert _{H'})^{n}\vert _{H}=P_{H}U^{n}\vert _{H}.}

## シャファー形式
ユニタリナジー伸張のシャファー形式（Schaffer form）は、与えられた縮小写像に対して求められる性質を備える全てのユニタリ伸張を特徴付ける上での議論の出発点と見なされるものである。

## 注意
ベルガー、フォイアスおよびルボウによるこの定理の一般化では、X が T のスペクトル集合であり、
{\displaystyle {\mathcal {R}}(X)}
がディリクレ環であるなら、T には上述の形式の極小正規 δX 伸張が存在する、ということが示されている。この結果、単連結なスペクトル集合 X を伴う任意の作用素には、極小正規 δX 伸張が存在することが分かる。
これがナジーの定理を一般化することを確かめる上で、縮小写像は単位円板 D をスペクトル集合として持ち、その単位円 δD 内にスペクトルを持つ正規作用素はユニタリであることに注意されたい。